# Liste der Kulturdenkmale in Tönning
In der Liste der Kulturdenkmale in Tönning sind alle Kulturdenkmale der schleswig-holsteinischen Stadt Tönning (Kreis Nordfriesland) und ihrer Ortsteile aufgelistet (Stand: 30. Juni 2025).

## Legende
In den Spalten befinden sich folgende Informationen:
- Objekt-ID: die Nummer des Kulturdenkmales
- Lage: die Adresse des Kulturdenkmales und die geographischen Koordinaten. Kartenansicht, um Koordinaten zu setzen. In der Kartenansicht sind Kulturdenkmale ohne Koordinaten mit einem roten Marker dargestellt und können in der Karte gesetzt werden. Kulturdenkmale ohne Bild sind mit einem blauen Marker gekennzeichnet, Kulturdenkmale mit Bild mit einem grünen Marker.
- Offizielle Bezeichnung: Bezeichnung des Kulturdenkmales
- Beschreibung: die Beschreibung des Kulturdenkmales
- Bild: ein Bild des Kulturdenkmales

## Sachgesamtheiten
| Objekt-ID      | Lage                                                                                                  | Offizielle Bezeichnung    | Beschreibung | Bild                             |
| -------------- | --- | ------------------------- | --- | -------------------------------- |
| 2213 Wikidata  | Am Eiderdeich, Am Hafen, Am Hafen, Am Eiderdeich (54° 18′ 54″ N, 8° 56′ 43″ O)                        | Landeshafen Tönning       | Landeshafen Tönning; 1611-1613 im Auftrag des Gottorfer Herzogs Johann Adolf vom Deichbaumeister Johann Clausen Koth als beständiger Hafen errichtet; bestehend aus folgenden Bestandteilen: Hafenbecken, im Süden der Altstadt auf polygonalem Grundriss errichteter offener Hafen, der dem Verlauf der ehem. Festung folgt, im Nordwesten Anschluss an die Norderbootfahrt, im Südwesten Verbindung mit der Eider, sog. Hafen im Osten mit erneuerten Kaimauern, sog. Torfhafen im Westen mit Uferböschungen; Uferbereich, Böschungen und Straßen entlang des Hafens, stadtseitige Böschungen mit Baumreihen; Holzschiffwerft; gegründet 1740, um 1900 Bau von Slipanlage und Werfthalle; Slipanlage zur Werfthalle mit zwei Querschienensträngen und Eisenschlitten; Werfthalle, eingeschossiger holzverschalter Flachsatteldachbau, im Südwesten Werkstattanbau mit Pultdach, im Inneren Sprengwerkkonstruktion und technische Ausstattung; Handkran; in England 1834 gebaut; eiserner Auslegerkran zum Handbetrieb; Hafenkran; von 1935; Auslegerkran auf Betonsockel mit verschaltem Kranführerhaus und Fachwerkkranarm aus Stahl; Pegel; von 1962; an der Nordseite des Hafens errichtet, runder Holzpfosten mit Messlatte - Begründung: geschichtlich, städtebaulich, technisch, Kulturlandschaft prägend - Schutzumfang: Hafenbecken, Uferbereich, Holzschiffwerft mit Slipanlage (Am Hafen, Am Eiderdeich); Handkran im Hafen (1834), Kran von 1935 (Am Eiderdeich); Pegel (Am Hafen) | weitere Fotos \| Fotos hochladen |
| 40659 Wikidata | Am Markt 7, Johann-Adolf-Straße 4 (54° 19′ 2″ N, 8° 56′ 26″ O)                                        | Kirche St. Laurentius     | ev. Kirche St. Laurentius, langgestreckter Saalbau aus Backstein, mit polygonalem Chor und quadratischem Turm mit Barockhelm, im Inneren bemalte Holztonnendecke und Ausstattung, im Kern 12. Jh., später mehrfach verändert und umgebaut; mit ehem. Kirchhof, Grünfläche mit Baumkranz und Allee sowie zwei Portallöwen des ehem. Kirchhoftores; Pastorat von 1875 Begründung: geschichtlich, künstlerisch, städtebaulich Schutzumfang: Kirche St. Laurentius mit Ausstattung; Kirchplatz (ehem. Kirchhof) mit Grabplatte Tiesen/Horn, zwei Portallöwen vom ehem. Kirchhofstor, Baumkranz/Allee (Am Markt 7); Pastorat (Johann-Adolf-Straße 4) | weitere Fotos \| Fotos hochladen |
| 46310          | Am Markt 9, 10, 11-12, 13, 14, 15, Am Markt, Johann-Adolf-Straße 1, 3, 5 (54° 19′ 0″ N, 8° 56′ 26″ O) | Marktplatz Tönning        | Marktplatz Tönning; angelegt E. 16. Jh.; trapezförmige, gepflasterte Marktplatzfläche mit Marktbrunnen von 1613 und westlicher Randbebauung aus Wohn-, Geschäfts- und Verwaltungsbauten des 17. bis frühen 20. Jahrhunderts - Begründung: geschichtlich, künstlerisch, städtebaulich - Schutzumfang: Marktbrunnen, Marktplatz (Am Markt); ehem. Westholsteinische Bank (Am Markt 9); Wohn- und Geschäftshäuser (Am Markt 11-12, 14, Johann-Adolf-Straße 1, 3, 5); ehem. Hotel (Am Markt 10); ehem. Rathaus mit ehem. Kutscherhaus (Am Markt 13); ehem. Kommandantenhaus (Am Markt 15) | Fotos hochladen                  |
| 38230 Wikidata | Dorfstraße (54° 18′ 29″ N, 8° 52′ 22″ O)                                                              | Kirche St. Laurentius     | Aktualisierung vorgesehen - Begründung: geschichtlich, künstlerisch, städtebaulich, Kulturlandschaft prägend - Schutzumfang: Kirche St. Laurentius mit Ausstattung, Kirchhof, Grabmale bis 1870, Gruft Rieve, Gruft Pauls | BW                               |
| 52798          | Hof Fleudenberg (54° 20′ 6″ N, 8° 55′ 15″ O)                                                          | Haubarg Hof Fleudenberg   | Hof Fleudenberg; auf 18. Jh. zurückgehend, Ende 19. Jh.; Anlage aus Haubarg auf Warft mit Baumbestand und Zufahrtspfeilern sowie einer vom Junkernhof/Tönning translozierten Haubargscheune - Begründung: geschichtlich, wissenschaftlich, Kulturlandschaft prägend - Schutzumfang: Haubarg Hof Fleudenberg mit Warft, Zufahrtspfeiler, Scheune vom Junkernhof | BW                               |
| 51321          | Neustadt 37, 39 (54° 19′ 0″ N, 8° 56′ 42″ O)                                                          | Bürgerhaus Neustadt 37-39 | Bürgerhaus Neustadt 37-39; 18. Jh. u. 19. Jh., Ensemble bestehend aus zwei traufständigen Gebäuden, dreigeschossiges Wohnhaus mit klassizistischer Putzfassade unter Walmdach, zweigeschossiges Stallanbau aus Backstein unter Mansarddach mit Tordurchfahrt - Begründung: geschichtlich, städtebaulich - Schutzumfang: Bürgerhaus (Neustadt 39), Anbau Bürgerhaus (Neustadt 37) | BW                               |
| 41839          | Rüxbüller Straße 16 (54° 18′ 59″ N, 8° 50′ 31″ O)                                                     | Haubarg Eichelhof         | Haubarg Eichelhof; im Kern bez. 1783, Haubarg wohl 1. Viertel 19. Jh., 1845 Anbau des Wohnflügels, 1903/04 Bau des abgesetzten Wohnhauses; auf Warft liegender, eingeschossiger reetgedeckter Walmdachbau mit Wohnflügel und Lootoren mit Zwerchhäusern, Fassade aus Backstein; abgesetztes Wohngebäude, traufständiger eingeschossiger Satteldachbau mit niedrigem Verbindungsbau zum Haubarg, Drempelgeschoss und Giebelrisalit, Ziegelfassade mit historistischer Gliederung; Warft mit Windschutzbepflanzung - Begründung: geschichtlich, wissenschaftlich, Kulturlandschaft prägend - Schutzumfang: Haubarg Eichelhof, Wohnhausanbau, Warft | BW                               |
| 51524          | Schlossgarten (54° 18′ 56″ N, 8° 56′ 29″ O)                                                           | Tönninger Schlossgarten   | ehem. Schlossgarten; Erstanlage im 16. Jh., Erscheinung geprägt durch das 19. u. 20. Jh.; städtische Parkanlage auf nahezu rechteckigem Grundriss bestimmt durch historische Elemente wie dem ehem. Schlossgraben, Spolien des Schlosses, so z. B. vier Beischlagwangen, barocke Alleen u. Denkmalsetzungen des 19. und 20. Jh., so z.B. das Esmarch-Denkmal von 1904/05 - Begründung: geschichtlich, künstlerisch, städtebaulich - Schutzumfang: ehem. Schlossgarten (Schlossplatz) mit Schlossgraben, Waschkuhle, Schlossdeich, Lindenallee am Fuße des Schlossdeiches, Kastanienallee, Lindenallee, Lindenreihe am Herrengraben, Kriegerdenkmal, Grabstein Wolffhagen, Grabstein Schömer, Gedenkstein Samman, zwei Eck-Voluten, Evangelistenrelief, Eiche 1895 mit Steintafel; Esmarch-Denkmal, vier Beischlagwangen | BW                               |

## Mehrheit von baulichen Anlagen
| Objekt-ID      | Lage                                                               | Offizielle Bezeichnung                        | Beschreibung | Bild                             |
| -------------- | ------------------------------------------------------------------ | --------------------------------------------- | --- | -------------------------------- |
| 40394 Wikidata | Am Eiderdeich 14, 16, 18, 20 (54° 18′ 53″ N, 8° 56′ 46″ O)         | Baureihe öffentlicher Hafenbauten             | Baureihe öffentlicher Hafenbauten; von 1780 bis um 1900; an der Südseite des Hafens, exponiert auf einer Terrasse über der Hafenböschung befindliche freistehende Einzelbauten; meist langgestreckte traufständige Halbwalmdachbauten unterschiedlicher Geschossigkeit mit Backsteinfassaden, Nr. 16 mit Putzfassade, Nr. 14 mit Schmalseite zum Hafen - Begründung: geschichtlich, wissenschaftlich, städtebaulich - Schutzumfang: ehem. Zollamt (Am Eiderdeich 14), Altes Zollamt (Am Eiderdeich 16), Kanalpackhaus (Am Eiderdeich 18), Wasser- und Schifffahrtsamt (Am Eiderdeich 20) | BW                               |
| 35112 Wikidata | Am Hafen 2, 3, 4, 5, 6, 7 (54° 18′ 56″ N, 8° 56′ 38″ O)            | Wohnhäuser Am Hafen 2–7                       | Wohnhausgruppe; im Kern 1. Hälfte 18. Jh.; an der Ostseite des sog. Torhafens, über der Hafenböschung aufragende Baureihe, bestehend aus sechs traufständigen eingeschossigen Wohnhäusern mit Backengiebeln - Begründung: geschichtlich, städtebaulich - Schutzumfang: Wohnhäuser Am Hafen 2, 3, 4, 5, 6, 7 | weitere Fotos \| Fotos hochladen |
| 40537 Wikidata | Am Hafen 22, 23, 24 (54° 18′ 57″ N, 8° 56′ 45″ O)                  | Wohnhausreihe traufständiger Zwerchhausbauten | Wohnhausreihe traufständiger Zwerchhausbauten; im Kern 2. Hälfte 18. Jh.; an Westseite des Hafens, über der Hafenböschung aufragende Baureihe, bestehend aus drei traufständigen zweigeschossigen Wohnhäusern mit Mittelzwerchhäusern - Begründung: geschichtlich, städtebaulich - Schutzumfang: Wohnhäuser mit Vorgärten Am Hafen 22, 23, 24 | Fotos hochladen                  |
| 34949          | Bahnhofstraße 14, 16, 18 (54° 18′ 51″ N, 8° 56′ 23″ O)             | Wohnhausgruppe Bahnhofstraße 14-18            | Wohnhausgruppe; um 1900; drei giebelständige eingeschossige Putzbauten unter Satteldächern, Giebelseiten mit Treppenfries und Zierzinnen sowie reichen Fensterfaschen, Hauseingänge an der Traufseite unter Zwerchhäusern gelegen - Begründung: geschichtlich, städtebaulich - Schutzumfang: Wohnhäuser Bahnhofstraße 14, 16, 18 | BW                               |
| 51479          | Deichstraße 16, 18, 20 (54° 18′ 50″ N, 8° 56′ 35″ O)               | Wohnhäuser Deichstraße 16-20                  | Wohnhäuser Deichstraße 16-20; um 1880; Gruppe von drei trauf- und giebelständigen Backsteinwohnhäusern unter Satteldächern, ein- bis zweigeschossig, die Fassaden geputzt bzw. geschlämmt, Stuck- und Backsteinziergliederung in historistischen Formen - Begründung: geschichtlich, städtebaulich - Schutzumfang: Kapitänswohnhaus (Deichstraße 16), Wohnhäuser (Deichstraße 18, 20) | BW                               |
| 34951          | Deichstraße 1,3,5 und Süderstraße 14 (54° 18′ 49″ N, 8° 56′ 32″ O) | Wohnhausgruppe Deichstraße und Süderstraße    | Gruppe von vier einfachen, im ausgehenden 19. Jahrhundert erbauten Wohnhäusern an der Nordseite der Deichstraße und der einmündenden Süderstraße. Formal schließen sich die 1902 (Deichstr. 1), 1876 (Deichstr. 3), 1891 (Deichstr. 5) und 1890 (Süderstr. 14) erbauten Gebäude durch ihre Backsteinfronten, die nur ein- bis zweigeschossigen Bauhöhen, Satteldächer sowie gotisierende Giebelmotive mit Treppenfriesen zusammen. Anschauliches, formal geschlossenes Ensemble einfacher Wohnhausarchitektur des ausgehenden 19. Jahrhunderts, die hier im Bereich des ehemaligen südlichen Schlossparks sukzessive ab den 1850er Jahren für kleinbürgerliche Händler, Handwerker und Seeleute errichtet wurde. - Begründung: geschichtlich, städtebaulich - Schutzumfang: Wohnhäuser (Deichstraße 1, 3), Lotsenwohnhaus (Deichstraße 5), Kapitänswohnhaus (Süderstraße 14) | BW                               |
| 35011          | Martje-Flohrs-Straße 3, 5, 7, 9, 11 (54° 19′ 8″ N, 8° 56′ 40″ O)   | Wohnhausgruppe Martje-Flohrs-Straße           | Wohnhausgruppe Martje-Flohrs-Straße; um 1900; Ensemble von fünf baugleichen zweigeschossigen, giebelständigen Backsteinbauten unter Satteldächern, historisierender Putzdekor; im Hof zugehörige ehem. Stallgebäude - Begründung: geschichtlich, städtebaulich - Schutzumfang: Wohnhäuser mit Nebengebäude Martje-Flohrs-Straße 3, 5, 7, 9, 11 | BW                               |
| 51496          | Westerstraße 14, 16, 18 (54° 18′ 54″ N, 8° 56′ 20″ O)              | Baugruppe Westerstraße 14-18                  | Baugruppe Westerstraße 14-18; 1856-1880; Gruppe aus drei zweigeschossigen, traufständigen, Backsteinbauten unter Walmdach mit symmetrischen geputzten bzw. geschlämmten Fassaden über fünf Achsen mit Segmentbogenöffnungen - Begründung: geschichtlich, städtebaulich - Schutzumfang: Wohnhaus (Westerstraße 14), ehem. Amtsgericht (Westerstraße 16), ehem. Postamt (Westerstraße 18) | BW                               |

## Gründenkmale
| Objekt-ID      | Lage                                        | Offizielle Bezeichnung             | Beschreibung | Bild |
| -------------- | ------------------------------------------- | ---------------------------------- | --- | ---- |
| 19575 Wikidata | Dorfstraße (54° 18′ 28″ N, 8° 52′ 22″ O)    | Kirchhof                           | Alteintragung (Aktualisierung vorgesehen) - Begründung: geschichtlich, künstlerisch, städtebaulich, Kulturlandschaft prägend - Schutzumfang: Kirchhof, Grabmale bis 1870, Gruft Rieve, Gruft Pauls - Denkmaltyp: Gründenkmal, Sachgesamtheit: Kirche St. Laurentius | BW   |
| 12494          | Schlossgarten (54° 18′ 56″ N, 8° 56′ 30″ O) | ehem. Schlossgarten (Schlossplatz) | ehem. Schlossgarten; Erstanlage im 16. Jh., Erscheinung geprägt durch das 19. u. 20. Jh.; städtische Parkanlage auf nahezu rechteckigem Grundriss bestimmt durch historische Elemente wie dem ehem. Schlossgraben, Spolien des Schlosses, barocke Alleen, Denkmalsetzungen des 19. und 20. Jh. - Begründung: geschichtlich, städtebaulich - Schutzumfang: ehem. Schlossgarten (Schlossplatz), Schlossgraben, Waschkuhle, Schlossdeich, Lindenallee am Fuße des Schlossdeiches, Kastanienallee, Lindenallee, Lindenreihe am Herrengraben, Kriegerdenkmal, Grabstein Wolffhagen, Grabstein Schömer, Gedenkstein Samman, zwei Eck-Voluten, Evangelistenrelief, Eiche 1895 mit Steintafel - Denkmaltyp: Gründenkmal, Sachgesamtheit: Tönninger Schlossgarten | BW   |

## Quelle
- Liste der Kulturdenkmale in Schleswig-Holstein – Kreis Nordfriesland (PDF)

- Karte mit allen Koordinaten:
- OSM |
- WikiMap